# Finanzgericht Düsseldorf
Das Finanzgericht Düsseldorf ist eines von drei Finanzgerichten des Bundeslandes Nordrhein-Westfalen. 

## Gerichtssitz und -bezirk
Das Finanzgericht Düsseldorf hat seinen Sitz in Düsseldorf und ist örtlich für den Regierungsbezirk Düsseldorf mit seinen über 5 Mio. Einwohnern zuständig. Für Zoll- und Verbrauchsteuerangelegenheiten sowie Fragen der Gemeinsamen Marktorganisation der Europäischen Gemeinschaften ist es für das gesamte Gebiet von Nordrhein-Westfalen zuständig.
Aufgabe des Gerichts ist es, Rechtsschutz gegen unzutreffende Bescheide in Steuer-, Zoll- und Kindergeldangelegenheiten zu gewähren.
Die weiteren nordrhein-westfälischen Finanzgerichte sind das Finanzgericht Köln und das Finanzgericht Münster.

## Gerichtsgebäude

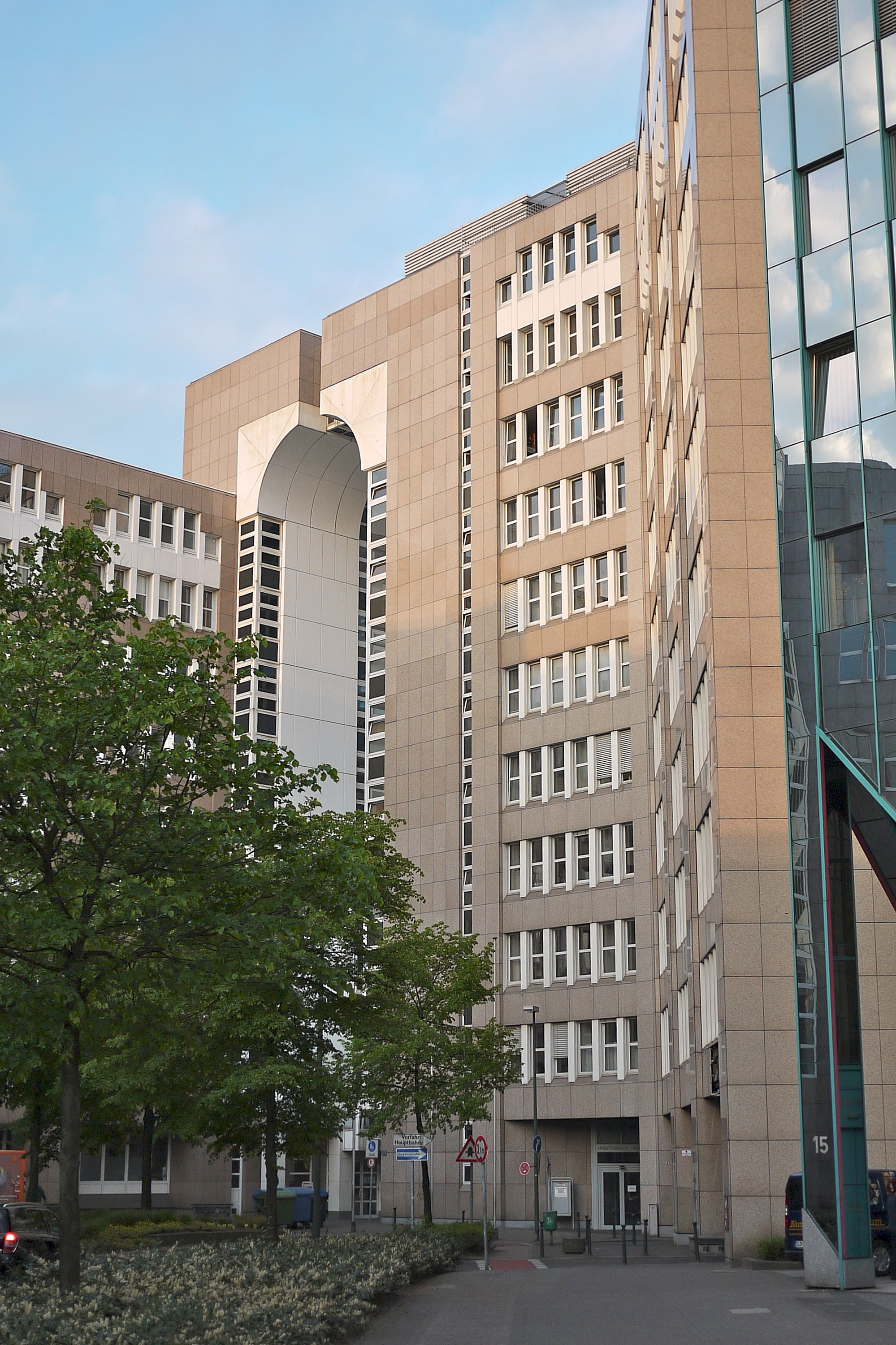
Das Gerichtsgebäude

Das Gericht ist auf der Ludwig-Erhard-Allee 21 in Düsseldorf untergebracht – im Fachgerichtszentrum am Hauptbahnhof (Bertha-von-Suttner-Platz).

## Geschichte
Das Finanzgericht Düsseldorf wurde zum 1. Februar 1949 durch eine Verordnung der britischen Militärregierung errichtet. Es umfasste ursprünglich vier Spruchkörper in Düsseldorf und zwei weitere in Köln. Mit der Verabschiedung der Finanzgerichtsordnung im Jahre 1966 erhielt das Finanzgericht Düsseldorf wie alle Finanzgerichte den Rang eines oberen Landesgerichts. Wegen der ständigen Zunahme der Verfahren und der Vergrößerung des Gerichts wurden im Jahr 1980 die Außen-Senate in Köln zum eigenständigen Finanzgericht Köln verselbständigt.
Als erste Frau eines bundesdeutschen Finanzgericht war Gisela Niemeyer von 1975 bis 1977 Präsidentin des Finanzgerichts Düsseldorf.

## Instanzen
Das Finanzgericht entscheidet mit einem Spruchkörper von drei Berufsrichtern und zwei ehrenamtlichen Richtern; in einfacher gelagerten Fällen kann die Entscheidung einem Einzelrichter übertragen werden.
Da die Finanzgerichtsbarkeit zweistufig aufgebaut ist, stellt das Finanzgericht Düsseldorf die einzige Tatsacheninstanz dar. Übergeordnetes Gericht ist der Bundesfinanzhof.
Das Finanzgericht Düsseldorf verfügt derzeit (Stand September 2020) über 15 Senate mit insgesamt 96 Beschäftigten, davon 45 Richter.

## Präsidenten
- 1949–1953: Heinrich Heising
- 1953–1958: Hans-Gisbert Schultze-Schlutius (* 1. Januar 1896)
- 1958–1968: Hans Kiesewetter (* 23. Juli 1908)
- 1968–1975: Erich Bender
- 1975–1977: Gisela Niemeyer. Niemeyer war die erste Präsidentin eines deutschen Finanzgerichts. 1977 gab sie ihr Amt auf, nachdem sie zur Richterin des Bundesverfassungsgerichts gewählt worden war.[2]
- 1978–1990: Dieter Rönitz. Rönitz wurde später Präsident des Finanzgerichts Sachsen-Anhalt in Dessau.
- 1990–2000: Eugen Johannemann (* 8. Februar 1935)
- 2000–2016: Helmut Plücker
- 2016–2017: Hans-Josef Thesling
- 2019–2021: Harald Junker
- Seit dem 9. Juli 2021: Klaus Wagner